# 第43回日本アカデミー賞
第43回日本アカデミー賞は、2020年（令和2年）3月6日に授賞式が行われた日本の映画賞。優秀賞と新人俳優賞は1月15日に、話題賞は2月7日にそれぞれ発表された。新型コロナウイルスによる影響により、授賞式は一般招待客や取材陣もいない無観客形式での進行となり、最低限の人数での開催となった。令和最初の日本アカデミー賞である。

## 授賞式司会
- 羽鳥慎一（フリーアナウンサー）
- 安藤サクラ（女優、前回最優秀主演女優賞を受賞）

フリーアナウンサーの担当は初回（1978年）の土居まさる（元：文化放送アナウンサー。岡田真澄と共に担当）以来実に42年振りで、「テレビアナウンサー出身」・「女性司会者と共に担当」は、共に史上初。

## 受賞者

### 最優秀作品賞
- 『新聞記者』

#### 優秀作品賞
- 『キングダム』
- 『翔んで埼玉』
- 『閉鎖病棟 -それぞれの朝-』
- 『蜜蜂と遠雷』

### 最優秀アニメーション作品賞
- 『天気の子』

#### 優秀アニメーション作品賞
- 『空の青さを知る人よ』
- 『名探偵コナン 紺青の拳』
- 『ルパン三世 THE FIRST』
- 『劇場版ONE PIECE STAMPEDE』

### 最優秀監督賞
- 武内英樹『翔んで埼玉』

#### 優秀監督賞
- 佐藤信介『キングダム』
- 周防正行『カツベン!』
- 平山秀幸『閉鎖病棟 -それぞれの朝-』
- 藤井道人『新聞記者』

### 最優秀脚本賞
- 徳永友一『翔んで埼玉』

#### 優秀脚本賞
- 片島章三『カツベン!』
- 詩森ろば、高石明彦、藤井道人『新聞記者』
- 平山秀幸『閉鎖病棟 -それぞれの朝-』
- 三谷幸喜『記憶にございません!』

### 最優秀主演男優賞
- 松坂桃李『新聞記者』

#### 優秀主演男優賞
- 笑福亭鶴瓶『閉鎖病棟 -それぞれの朝-』
- 菅田将暉『アルキメデスの大戦』
- 中井貴一『記憶にございません!』
- GACKT『翔んで埼玉』

### 最優秀主演女優賞
- シム・ウンギョン『新聞記者』

#### 優秀主演女優賞
- 二階堂ふみ『翔んで埼玉』
- 松岡茉優『蜜蜂と遠雷』
- 宮沢りえ『人間失格 太宰治と3人の女たち』
- 吉永小百合『最高の人生の見つけ方』

### 最優秀助演男優賞
- 吉沢亮『キングダム』

#### 優秀助演男優賞
- 綾野剛『閉鎖病棟 -それぞれの朝-』
- 伊勢谷友介『翔んで埼玉』
- 柄本佑『アルキメデスの大戦』
- 岡村隆史『決算!忠臣蔵』
- 佐々木蔵之介『空母いぶき』

### 最優秀助演女優賞
- 長澤まさみ『キングダム』

#### 優秀助演女優賞
- 天海祐希『最高の人生の見つけ方』
- 小松菜奈『閉鎖病棟 -それぞれの朝-』
- 高畑充希『こんな夜更けにバナナかよ 愛しき実話』
- 二階堂ふみ『人間失格 太宰治と3人の女たち』

### 最優秀撮影賞
- 河津太郎『キングダム』

#### 優秀撮影賞
- 柴崎幸三『閉鎖病棟 -それぞれの朝-』
- 谷川創平『翔んで埼玉』
- ピオトル・ニエミイスキ『蜜蜂と遠雷』
- 藤澤順一『カツベン!』

### 最優秀照明賞
- 受賞者無し

#### 優秀照明賞
- 上田なりゆき『閉鎖病棟 -それぞれの朝-』
- 李家俊理『翔んで埼玉』
- 宗賢次郎『蜜蜂と遠雷』
- 長田達也『カツベン!』

### 最優秀音楽賞
- RADWIMPS『天気の子』

#### 優秀音楽賞
- 周防義和『カツベン!』
- 藤倉大、篠田大介『蜜蜂と遠雷』
- やまだ豊『キングダム』
- Face 2 fAKE『翔んで埼玉』

### 最優秀美術賞
- 斎藤岩男『キングダム』

#### 優秀美術賞
- 棈木陽次『翔んで埼玉』
- 磯田典宏『カツベン!』
- 上條安里『アルキメデスの大戦』
- 中澤克巳『閉鎖病棟 -それぞれの朝-』

### 最優秀録音賞
- 久連石由文『蜜蜂と遠雷』

#### 優秀録音賞
- 加藤大和『翔んで埼玉』
- 郡弘道『カツベン!』
- 小松将人『閉鎖病棟 -それぞれの朝-』
- 横野一氏工『キングダム』

### 最優秀編集賞
- 河村信二『翔んで埼玉』

#### 優秀編集賞
- 今井剛『キングダム』
- 洲﨑千恵子『閉鎖病棟 -それぞれの朝-』
- 古川達馬『新聞記者』
- 宮島竜治『アルキメデスの大戦』

### 最優秀外国作品賞
- 『ジョーカー』

#### 優秀外国作品賞
- 『イエスタデイ』
- 『グリーンブック』
- 『運び屋』
- 『ワンス・アポン・ア・タイム・イン・ハリウッド』

### 話題賞

#### 俳優部門
- 星野源 『引っ越し大名!』

#### 作品部門
- 『決算!忠臣蔵』

### 新人俳優賞
- 岸井ゆきの『愛がなんだ』
- 黒島結菜『カツベン!』
- 吉岡里帆『見えない目撃者』『パラレルワールド・ラブストーリー』
- 鈴鹿央士『蜜蜂と遠雷』
- 森崎ウィン『蜜蜂と遠雷』
- 横浜流星『愛唄 -約束のナクヒト-』『いなくなれ、群青』『チア男子!!』

### 会長功労賞
- 高田宏治
- 宝田明
- 司葉子
- 中島貞夫
- 若尾文子

### 会長特別賞
- 金子鉄男
- 小田部羊一
- 丹羽邦夫
- 山田好男

### 協会特別賞
- 市原悦子
- 降旗康男
- 高島忠夫
- 和田誠

## 追悼
- 佐藤純彌
- 京マチ子
- 川又昻
- 西岡善信
- 八千草薫
- 松田孝
- 坂上順
- 矢島信男

## 授賞式中継
いずれの放送も授賞式部分は事前収録だが、スタジオ部分は生放送となる。時間はJST。

### テレビ
- 日本テレビ系列
  - 3月6日（金）21:00 - 22:54
  - スタジオ部分にはナビゲーターとして坂上忍（俳優・タレント）、進行および会場でのインタビュアーとして水卜麻美（日本テレビアナウンサー）が出演。
- 日テレプラス（CS放送）
  - 3月7日（土）21:00 - 23:00（地上波版の再放送）
  - 3月21日（土）21:00 - 24:30（未公開シーンを加えた完全版）
  - 4月1日（水）20:00 - 23:30（完全版の再放送）

### ラジオ
- ニッポン放送（NRN系列36局ネット）
  - 3月6日（金）25:00 - 27:00 『三四郎のオールナイトニッポン〜第43回日本アカデミー賞スペシャル〜』として放送。
  - スタジオ部分のパーソナリティおよび会場での取材MCとして三四郎（お笑いコンビ）が出演。